# スピードシンボリ
スピードシンボリ（1963年5月3日 - 1989年5月31日）は、日本の競走馬、種牡馬。1960年代後半から天皇賞（春）、宝塚記念、有馬記念（2回）に優勝し、1967年度と1970年度には啓衆社賞年度代表馬および最優秀5歳以上牡馬に選出。当時の最高齢記録である8歳で八大競走を制するなど長く競走生活を務め、その晩年には「老雄」と呼ばれた。また、当時としては珍しい欧州への長期遠征を行い、イギリスの最高級競走であるキングジョージ6世&クイーンエリザベスS、フランスの最高級競走である凱旋門賞に日本馬として初めて出走し、時代の先駆者とも呼ばれた。主戦騎手は野平祐二が務めた。
馬齢は2000年以前に使用されていた旧表記（数え年）を用いる。

## 生涯

### 出生からデビューまで
1963年5月3日、北海道新冠郡新冠町のシンボリ牧場新冠支場で誕生。父はアイルランド産馬で、2歳時にミドルパークステークスを優勝したロイヤルチャレンヂャー。母・スイートインはイギリスからの持込馬で、1960年に北海道三歳ステークスを勝っている。ハイペリオンの2×3という強度のインブリードで生まれていたため、比較的異系の血統であるロイヤルチャレンヂャーがその交配相手に選ばれたが、ハイペリオンの父・ゲインズバラはさらにインブリードされている。
幼駒の頃は脚が非常に長く、背は高いが胸の薄い細身の馬で目立った存在ではなかった。将来性を高く見る和田共弘と牧場を訪れる買い手とで価格が折り合わずに売れ残り、そのまま和田の所有馬となった。和田は「からだのこなしや、スプリントの強さは非常に目に付いた」、「なにか、センダンは、双葉より……というようなものはありました。なんというのか、味のある馬でした」と述べている。後に主戦騎手となる野平祐二によると、骨格はしっかりとしており良馬になるという予感はあったものの、腸が弱く常に下痢をし、性格的には他の馬に交わらない静かな馬であったという。野平は「ちょっと変わってはいましたが、ぼくはゴロンとした太い感じの馬より、こうした線の細い、しかし、内に秘めたパワーを感じる馬の方が好きでした」と述べている。欧州競馬に関心が高かった和田は、「異なった場所と環境でミネラルを吸収させ、神経的な鍛錬もさせる」という、イギリスの競馬商社「BBA」会長から受けた指針を実行し、スピードシンボリの育成を北海道から千葉、次いで岩手と移す「三元育成」を行った。これは後にメジロアサマやシンボリルドルフなどにも施される育成法であったが、スピードシンボリがテストケースであった。競走年齢の3歳に達すると、中山・野平富久厩舎に入厩。

### 競走馬時代

#### 3歳 - 4歳（1965年 - 1966年）
1965年10月3日の中山で野平祐二を鞍上にデビュー。初戦、2戦目と4着に敗れたが、津田昭に乗り替わった11月の東京の3戦目で初勝利を挙げた。その後は野平の手綱に戻り、12月に中山の50万下と三歳特別（50万下）を連勝して3歳シーズンを終えると、4歳になった1966年は重賞初挑戦の弥生賞から始動し6着。メンバーが手薄であったことから急遽出走した京成杯で重賞初勝利を挙げ、クラシック候補の一頭に挙げられたが、この後に体調を崩す。
クラシックには出走できたものの、皐月賞では単勝5番人気に支持されるもニホンピローエースの21着と大敗。ダービートライアルのNHK杯では19頭立ての13着に終わり、本番の日本ダービーでは28頭立ての27番人気まで暴落し、後方から追い込むもテイトオーの8着に入るのがやっとであった。レースを使うごとに馬体が細化し、日本ダービーでは京成杯優勝時から14kg減の436kgであった。雪辱を期した次走の日本短波賞でも6着と敗れた。野平は、ダービーに拘り無理な出走をさせたことが失敗であったと述べている。
夏を休養に充てたのち、初の古馬相手となる京王杯オータムHで2着に入ると、これ以降は主戦騎手が野平で固定され、続く菊花賞トライアルのセントライト記念で3着となり、初めて西下してクラシック最後の一冠・菊花賞に臨む。13番人気と低評価ながら最後の直線で猛然と追い込み、先に抜け出した1番人気のナスノコトブキと馬体をあわせて際どい勝負に持ち込んだ。しかし10数分に及んだ長い写真判定の末、ハナ差の2着となり無冠に終わった。年末の有馬記念でも6番人気ながら、コレヒデにハナ差の3着に入り、4歳最先着となった。

#### 5歳 - 6歳（1967年 - 1968年）
5歳になった1967年は、年明け初戦のアメリカジョッキークラブカップ、続く目黒記念（春）と重賞を連勝。迎えた天皇賞（春）では単勝1.8倍の1番人気の支持を受けると、レースも内ラチ沿いで粘ったカブトシローをアタマ差交わして優勝し、GI級レース・八大競走初制覇を果たした。
続く日本経済賞では逃げ馬と終始並ぶ形でレースを進め、直線で後続を突き放すという内容で4連勝を果たす。この時点で早くから世界に目を向けていた和田はスピードシンボリの海外遠征を企図しており、野平に「最初から最後まで前々で行ってみないか。外国競馬では、みんな飛ばしていくだろう」と注文を付けていた。アメリカの国際招待競走・ワシントンDCインターナショナルの招待馬に選出され、9月24日に中山で壮行披露がされたのち渡米し、11月11日にレースに臨んだ。6連勝中の米二冠馬・ダマスカス、アイリッシュダービーなどの優勝馬リボッコ（イギリス）らが揃う中、当日は単勝21倍で9頭立ての最低人気であった。レースでは2番手追走から、1000m付近通過後にフォートマーシー、ダマスカスに交わされたあと最後の直線で失速し、勝ったフォートマーシーから8馬身1/4差の5着となった。
アメリカの一流競走馬の実力を目の当たりにした野平は1959年のオーストラリア遠征で得た自信を打ち砕かれ、和田と「外国の馬の強さの秘密を知るには積極的に現地へ足を運ぶ必要がある」という認識を共有することとなった。なお、ワシントンDCインターナショナルには1962年にタカマガハラが日本から初出走して以来、1980年のハシクランツまで延べ8頭の日本馬が9回出走したが、スピードシンボリの成績は着順・着差いずれも最上位であり、特に着差ではスピードシンボリ以外には10馬身はおろか20馬身以内の差に止められた馬さえいなかった。帰国後は1カ月余りの休養を挿んで有馬記念に出走し、1番人気に支持されたが、遠征の疲れが残りカブトシローの4着と敗れた。
その年は年度代表馬と最優秀5歳以上牡馬に初めて選出されたが、年が明けて6歳になった1968年も低迷。春は重賞を3戦するもことごとく着外（4着以下）に敗れ、海外遠征の疲れが抜けない様子で、競走馬としてピークを過ぎたともいわれた。9月に復帰後は復調を見せ、オープン2戦とアルゼンチンジョッキークラブカップを3連勝。3年連続出走となった有馬記念では不良馬場に苦しみ、皐月賞馬・リュウズキの3着と敗れた。

#### 7歳 - 8歳（1969年 - 1970年）
7歳になった1969年も現役を続行。3年連続で初戦に選んだAJCCでは菊花賞馬・アサカオーの3着に敗れるが、続く目黒記念（春）とダイヤモンドステークスを連勝し、AJCCもメジロタイヨウにハナ差の2着に粘った。3戦連続の重馬場での好走にスピードシンボリの成長を見た和田は、夏から秋にかけてのヨーロッパ遠征を決意。招待であったワシントンDCインターナショナルとは異なり、和田の意志で赴く今回の遠征は、渡航・滞在費用のほとんどが和田の負担となった。ホテルニューオータニで行われた会見において和田は「毎年、巨額の金を使ってサラブレッドの種馬を輸入しているのに、日本だけで競馬をやっているだけでは残念だ。国際性の高い競馬をしたいと思っていたところ、幸いにもスピードシンボリの調子がいいので、ヨーロッパへやることにしました」と遠征の理由を語った。
スピードシンボリはまずイギリスに渡り、サフォーク州ニューマーケットのジョン・ウィンター厩舎に入った。7月のキングジョージ6世&クイーンエリザベスステークスには前哨戦を一度走ってから臨む予定となっていたが、当年イギリスで流行していた流感に罹ったため調整が狂い、直接の出走となった。レースでは2番手から後半で押し出されるように先頭に立ったが、直後に後続に交わされ牝馬のパークトップの5着となった。
フランスに移動して8月のドーヴィル大賞典では逃げを打ったが、ジャカオの10着、10月には最終目標である凱旋門賞に出走。24頭立てで行われたレースでは初めて後方待機策を取り、直線で10頭ほどを交わしたが、レヴモスの11着以下に終わる。当時は11着以下は公式記録が残らないため、正確な着順は不明である。この長期遠征は海外志向の強かった野平にとって大きな糧となり、野平はその敗戦を通して「日本には何が足りないのか」「強い馬とはどういうことか」と自問したと後に述べている。この時の経験が、国際的視野に立脚した野平独特の競馬観に大きく影響した。
帰国後は有馬記念出走を予定していたが、長期遠征による衰弱が著しく、ここで一旦は引退も検討された。しかし放牧に出された先で精気を取り戻し、現役続行が決定。当初の予定通り有馬記念に出走したが、当日は遠征疲れが危惧されて6番人気であった。しかし、レースでは中団後方から3、4コーナーで先団に進出し、直線では当年の菊花賞馬・アカネテンリュウとの競り合いをハナ差制し、4年連続4度目の挑戦にして初の有馬記念優勝を果たした。この競走を最後に引退と目されていたが、競走後の会見で和田から翌8歳シーズンも現役を続行することが表明された。当時、中央競馬会が国際招待競走の開催を計画しており、その競走へ出走させることを見越したものだった。なお、この競走は当年決定した競走馬の輸入自由化に国内の生産者から反発が出たことに配慮し、開催が見送られた。
8歳になった1970年は4年連続参戦のAJCCを日本レコードで快勝し、年齢的な衰えをまるで感じさせなかった。続くAJCC2着を叩き、春のドリームレース・宝塚記念に出走、1番人気に応えてレコードで優勝。その後は日本経済賞3着、休養を経た秋初戦の毎日王冠で2着、不良馬場で行われたハリウッドターフクラブ賞は55kgの斤量にもかかわらず7着と、野平曰く「当然勝てると思っていたライバルたちの後塵を拝し」続け、年齢による限界論が再び出始めた。国際競走も立ち消えとなったことから、陣営は史上初の5年連続出走となる有馬記念のみを目標とした調整に努めていった。
12月20日の有馬記念当日は、前年ハナ差で退けたアカネテンリュウが1番人気、スピードシンボリは当年の秋の天皇賞馬・メジロアサマに次ぐ3番人気であった。野平は遠征以来スピードシンボリが力んで走るようになったと感じ、先行させるよりも「スピードシンボリの引退を飾るにふさわしい、後方からの差し切り勝ち」を構想した。道中は後方を進み第3コーナーから進出を開始したが、ここで他馬が避けていた馬場内側の荒れたスペースを見て「大外を回るよりも内を突いた方が良い」と考えて咄嗟に鞭を入れ、一気に先団に進出、直線入り口で先頭を行くアローエクスプレスを交わして先頭に立った。最後の直線では荒れ馬場に脚を取られて失速しかけたが、そこから盛り返してアカネテンリュウとダテテンリュウの猛追を凌ぎ、史上初の有馬記念連覇を達成した。8歳馬による八大競走制覇も史上初であり、同齢でGI級競走に優勝する馬は、1998年に天皇賞（秋）で優勝したオフサイドトラップまで28年間現れなかったが、2009年の天皇賞（秋）においてカンパニーが新表記8歳（旧9歳）での勝利を収めた。野平は後に自分の騎乗が失敗だったとした上で、「それでも勝ってしまうところに、スピードシンボリのすごさがあるのでしょう。そういう馬に巡り会ったことは、本当に幸せでした」と語っている。
これを最後に競走生活から引退し、1971年1月には3年ぶり2度目の年度代表馬と最優秀5歳以上牡馬に選出された。年度代表馬を隔年で2回受けた馬は当馬とジェンティルドンナ（2012年・2014年）、アーモンドアイ（2018年・2020年）のみである。重賞通算12勝はオグリキャップ・テイエムオペラオーと並ぶ中央競馬最多記録で、有馬記念の5年連続出走は、後にコスモバルクが6年連続出走を記録するまで、メジロファントム・ナイスネイチャと並ぶ最多記録であった。

### 引退後
引退後の1971年より千葉県のシンボリ牧場本場で種牡馬となったが、1977年に牧場近くで新規開港した成田空港の騒音を避けるため北海道の門別支場に移った。産駒の重賞勝利馬はピュアーシンボリのみで後継種牡馬にも恵まれなかったが、牝駒のスイートルナが七冠馬・シンボリルドルフ、スイートアースがマティリアルらを産み、ブルードメアサイアーとしてその名を残している。1989年5月31日、老衰により26歳で死去し、火葬後にシンボリ牧場本場に墓が建てられた。1990年、1984年以来2回目の顕彰馬選考が行われ、メイヂヒカリ、テンポイントなど4頭と共に顕彰馬に選出され殿堂入りした。客観的には、43戦17勝のうち着外16回という成績は、勝率・連対率において他の顕彰馬と比較した場合凡庸なものであり、大川慶次郎は自著の中で「他の顕彰馬と比べて酷い成績」と断じている。しかし一方で、8歳シーズンいっぱいまで走り、ピークを過ぎたと思われた引退レースにも優勝、有馬記念5年連続出走、重賞通算12勝、最高齢GI級競走勝利を作ったところについては「無事是名馬の典型として顕彰馬になった」と評した。
「優駿」が2000年3月に行った「著名人ファンの21世紀に伝えたいこの一頭」という企画で、作家の浅田次郎とアナウンサーの長岡一也がスピードシンボリの名を挙げ、浅田は「凱旋門賞に出走し、日本の競馬を海外に知らしめた同馬の功績は偉大である。かのスピードシンボリ号がいたればこそ、エルコンドルパサーもあるのだという歴史を、若いファンにはぜひ知ってほしいものである。また同馬は有馬記念の連覇等、国内のレースにおいても時代を代表する名馬であり、種牡馬となることを急ぐよりも一頭の競走馬としての使命を全うした。ファンとしては感謝にたえぬ名馬であった。銅像を建てるべし」と述べ、長岡は「8歳で有馬記念を二連覇したときの感動、世界を夢見て5歳秋にアメリカ・ローレル、7歳春からはアスコット、ロンシャンのターフを駆けた蹄跡は、先駆者として語り継ぐべき事柄だろう」などと述べた。同年に中央競馬会が行った名馬選定企画「20世紀の名馬大投票」では、ファン投票によって第33位に選出された。
2004年11月14日、JRAゴールデンジュビリーキャンペーンの「名馬メモリアル競走」として「スピードシンボリメモリアル」が5回4日目の京都競馬第10競走で施行され、須貝尚介騎乗のユキノスイトピーが勝った。

## 競走成績
| 競走日 |     |    | 競馬場     | 競走名                   | 頭 数 | 枠 番 | 着順         | 距離（馬場）  | タイム  | 着差    | 騎手     | 斤量 [kg] | 1着馬（2着馬）       |
| ------ | --- | -- | ---------- | ------------------------ | ----- | ----- | ------------ | ------------- | ------- | ------- | -------- | --------- | -------------------- |
| 1965   | 10. | 3  | 中山       | 新馬                     | 8     | 2     | 4着          | 芝1200m（良） | 1:15.7  | 1.1秒   | 野平祐二 | 51        | ショウグン           |
|        | 10. | 17 | 中山       | 新馬                     | 11    | 4     | 4着          | 芝1200m（良） | 1:15.2  | 0.4秒   | 津田昭   | 51        | ミスハヤシヤ         |
|        | 11. | 21 | 東京       | 未勝利                   | 9     | 1     | 1着          | 芝1200m（稍） | 1:14.1  | 2身     | 津田昭   | 51        | （ハーバータロー）   |
|        | 12. | 12 | 中山       | 50万下                   | 14    | 1     | 1着          | 芝1200m（重） | 1:15.2  | 1 1/4身 | 野平祐二 | 52        | （ドリームホーマ）   |
|        | 12. | 25 | 中山       | 3歳特別                  | 17    | 2     | 1着          | 芝1600m（重） | 1:39.8  | 5身     | 野平祐二 | 52.5      | （オンワードヒル）   |
| 1966   | 2.  | 27 | 東京       | 弥生賞                   | 14    | 7     | 6着          | 芝1600m（良） | 1:40.4  | 0.5秒   | 津田昭   | 53        | タマシュウホウ       |
|        | 3.  | 20 | 中山       | 京成杯                   | 10    | 1     | 1着          | 芝1600m（稍） | 1:40.2  | 1/2身   | 津田昭   | 54        | （オンワードヒル）   |
|        | 4.  | 17 | 中山       | 皐月賞                   | 23    | 5     | 21着         | 芝2000m（稍） | 2:10.9  | 3.3秒   | 津田昭   | 57        | ニホンピローエース   |
|        | 5.  | 8  | 東京       | NHK杯                    | 19    | 11    | 13着         | 芝2000m（稍） | 2:07.2  | 2.0秒   | 野平祐二 | 55        | ナスノコトブキ       |
|        | 5.  | 29 | 東京       | 東京優駿                 | 28    | 27    | 8着          | 芝2400m（良） | 2:32.6  | 1.5     | 津田昭   | 57        | テイトオー           |
|        | 6.  | 19 | 東京       | 日本短波賞               | 11    | 7     | 6着          | 芝1800m（良） | 1:53.0  | 1.0秒   | 津田昭   | 55        | ヒロイサミ           |
|        | 9.  | 18 | 東京       | 京王杯オータムH          | 8     | 5     | 2着          | 芝1800m（不） | 1:53.4  | 1/2身   | 野平祐二 | 52        | ハマテッソ           |
|        | 10. | 9  | 東京       | セントライト記念         | 14    | 7     | 3着          | 芝2400m（良） | 2:29.2  | 0.4秒   | 野平祐二 | 56        | ヒロイサミ           |
|        | 11. | 13 | 京都       | 菊花賞                   | 19    | 14    | 2着          | 芝3000m（稍） | 3:08.5  | ハナ    | 野平祐二 | 57        | ナスノコトブキ       |
|        | 12. | 25 | 中山       | 有馬記念                 | 14    | 6     | 3着          | 芝2500m（良） | 2:37.1  | 0.2秒   | 野平祐二 | 54        | コレヒデ             |
| 1967   | 1.  | 22 | 中山       | アメリカJCC              | 11    | 2     | 1着          | 芝2500m（良） | 2:37.3  | 2身     | 野平祐二 | 55        | （ブッシャン）       |
|        | 3.  | 12 | 東京       | 目黒記念（春）           | 13    | 1     | 1着          | 芝2500m（稍） | 2:37.4  | 1/2身   | 野平祐二 | 58.5      | （ブッシャン）       |
|        | 4.  | 29 | 京都       | 天皇賞（春）             | 13    | 1     | 1着          | 芝3200m（稍） | 3:24.2  | アタマ  | 野平祐二 | 58        | （カブトシロー）     |
|        | 6.  | 25 | 中山       | 日本経済賞               | 5     | 1     | 1着          | 芝2500m（良） | 2:38.1  | 3身     | 野平祐二 | 59        | （スズヒカリトップ） |
|        | 11. | 11 | ローレル   | ワシントンDC国際         | 9     | 9     | 5着          | 芝12F（良）   |         |         | 野平祐二 | 57.5      | フォートマーシー     |
|        | 12. | 24 | 中山       | 有馬記念                 | 14    | 1     | 4着          | 芝2500m（良） | 2:40.8  | 1.1秒   | 野平祐二 | 58        | カブトシロー         |
| 1968   | 1.  | 24 | 中山       | アメリカJCC              | 8     | 1     | 5着          | 芝2500m（良） | 0.9秒   | 2:39.9  | 野平祐二 | 59        | ニウオンワード       |
|        | 3.  | 31 | 中山       | ダイヤモンドS            | 12    | 1     | 6着          | 芝3200m（重） | 3:27.9  | 0.3秒   | 野平祐二 | 61        | オノデンオー         |
|        | 4.  | 21 | 中山       | 中山記念                 | 14    | 2     | 8着          | 芝1800m（良） | 1:53.1  | 1.3秒   | 野平祐二 | 61        | シェスキイ           |
|        | 9.  | 28 | 東京       | オープン                 | 8     | 2     | 1着          | 芝1800m（稍） | 1:49.7  | 1 3/4身 | 野平祐二 | 55        | （クリアヤメ）       |
|        | 10. | 13 | 東京       | アルゼンチンJCC          | 6     | 1     | 1着          | 芝3200m（重） | 3:23.6  | クビ    | 野平祐二 | 57        | （スズホマレ）       |
|        | 11. | 30 | 東京       | オープン                 | 7     | 1     | 1着          | 芝2000m（良） | 2:03.6  | 3/4身   | 野平祐二 | 57        | （シゲミツ）         |
|        | 12. | 22 | 中山       | 有馬記念                 | 11    | 2     | 3着          | 芝2500m（不） | 2:46.6  | 0.4秒   | 野平祐二 | 58        | （リュウズキ）       |
| 1969   | 1.  | 19 | 中山       | アメリカJCC              | 9     | 5     | 3着          | 芝2500m（良） | 2:39.0  | 0.1秒   | 野平祐二 | 59        | アサカオー           |
|        | 3.  | 9  | 東京       | 目黒記念（春）           | 10    | 2     | 1着          | ダ2300m（重） | R2:23.5 | 1/2身   | 野平祐二 | 60        | （ダイパレード）     |
|        | 3.  | 20 | 東京       | ダイヤモンドS            | 5     | 1     | 1着          | 芝3200m（不） | 3:36.4  | 1/2身   | 野平祐二 | 62        | （ヒシヤクシン）     |
|        | 5.  | 11 | 東京       | アルゼンチンJCC          | 12    | 1     | 2着          | 芝2600m（重） | 2:43.7  | ハナ    | 野平祐二 | 59        | メジロタイヨウ       |
|        | 7.  | 26 | アスコット | KGVI&QES                 | 9     |       | 5着          | 芝12F（良）   |         | 8 3/4身 | 野平祐二 | 60.5      | パークトップ         |
|        | 8.  | 31 | ドーヴィル | ドーヴィル大賞典         | 11    |       | 10着         | 芝2600m（良） |         |         | 野平祐二 | 57        | ジャカオ             |
|        | 10. | 5  | ロンシャン | 凱旋門賞                 | 24    | 19    | 着外（不明） | 芝2400m（良） |         |         | 野平祐二 | 60        | レヴモス             |
|        | 12. | 21 | 中山       | 有馬記念                 | 15    | 6     | 1着          | 芝2500m（良） | 2:35.1  | ハナ    | 野平祐二 | 55        | （アカネテンリュウ） |
| 1970   | 1.  | 18 | 中山       | アメリカJCC              | 11    | 2     | 1着          | 芝2500m（良） | R2:34.9 | 2身     | 野平祐二 | 60        | （アカネテンリュウ） |
|        | 5.  | 5  | 東京       | アルゼンチンJCC          | 8     | 1     | 2着          | 芝2500m（良） | 2:34.8  | ハナ    | 野平祐二 | 60        | マツセダン           |
|        | 5.  | 31 | 阪神       | 宝塚記念                 | 7     | 1     | 1着          | 芝2200m（良） | R2:13.3 | 3 1/2身 | 野平祐二 | 54        | （ホウウン）         |
|        | 6.  | 21 | 中山       | 日本経済賞               | 8     | 1     | 3着          | 芝2500m（不） | 2:42.0  | 0.6秒   | 野平祐二 | 60        | アカネテンリュウ     |
|        | 9.  | 6  | 中山       | 毎日王冠                 | 5     | 1     | 2着          | 芝2000m（良） | 2:03.8  | 0.2秒   | 野平祐二 | 62        | クリシバ             |
|        | 10. | 18 | 京都       | ハリウッドターフクラブ賞 | 15    | 1     | 7着          | 芝2400m（重） | 2:39.7  | 0.9秒   | 野平祐二 | 55        | ニューキミノナハ     |
|        | 12. | 20 | 中山       | 有馬記念                 | 11    | 3     | 1着          | 芝2500m（良） | 2:35.7  | クビ    | 野平祐二 | 55        | （アカネテンリュウ） |

## 種牡馬成績
- ピュアーシンボリ（1981年ダイヤモンドステークス、1981年・1982年ステイヤーズステークス）
- シャトードシンボリ（1974年府中3歳ステークス）
- トーワターフ（1978年上山・紅葉特別3着）

### ブルードメアサイアー
- シンボリルドルフ（1984年皐月賞・日本ダービー・菊花賞、1984年・1985年有馬記念、1984年弥生賞・セントライト記念、1985年天皇賞（春）・ジャパンカップ・日経賞）
- マティリアル（1987年スプリングステークス、1989年京王杯オータムハンデキャップ）
- シンボリヨーク（1984年東京新聞杯）
- スイートカーソン（1983年オールカマー・福島記念）
- シンボリフレンド（1981年京王杯スプリングハンデキャップ）
- メイキャリー（1985年朝日杯3歳ステークス3着）
- ホクトサワヤカ（1986年北関東菊花賞2着）
- アイアムダンディー（2000年足利・稲穂賞3着）

## 特長・評価
胴長・脚長という典型的なステイヤーの体型を持ち、もっとも得意としたのも長距離競走であった。とくに競り合っての勝負に強く、主戦騎手を務めた野平は、その真骨頂は「我慢強さ」であると方々で語っており、「スーちゃん（注：スピードシンボリ）はパーフェクトではなかったけど、我慢して頑張ることでは本当に頭が下がるほどでした。負けたと思われたレースでも、その我慢強さのお蔭で勝ってしまったということがよくありました」と回想し、「僕が騎乗した最初で最後の名馬」と評している。また、戦前から競馬記者を務めていた石崎欽一は「スピード、スタミナ、スピリット、それにタフネスを備えた一代の名ステイヤーだった」と賞している。野平によれば、スピードシンボリはゴール後にレースを走らされた事への不平不満を訴えるように、涙を流しながら大声で鳴く習慣があり、その様子を見せた時ほどよく走り、逆に楽なレースをした時は振るわなかったという。

## エピソード
競走馬時代、「スピードシンボリが2歳下の牝馬ハクセツに恋をしている」という噂話がマスコミを賑わせたことがあった。ハクセツは「白い美少女」とも呼ばれた芦毛馬で、毎日王冠出走後に野平が「スピードシンボリはハクセツにほれている。返し馬でハクセツにばかり気をとられていた」とハクセツの馬主である3代目中村勝五郎に伝えると、中村は「日本一のシンボリなら、もっといい馬にほれたらいいじゃないか」と冷やかしたという。

## 血統表
| スピードシンボリの血統                                | スピードシンボリの血統 | スピードシンボリの血統 | （血統表の出典） | （血統表の出典） |
| 父 *ロイヤルチャレンヂャー Royal Challenger 1951 栗毛 | 父の父Royal Charger 1942 栗毛                                                                                               | Nearco | Pharos | Pharos           |
| 父 *ロイヤルチャレンヂャー Royal Challenger 1951 栗毛 | 父の父Royal Charger 1942 栗毛                                                                                               | Nearco | Nogara |                  |
| 父 *ロイヤルチャレンヂャー Royal Challenger 1951 栗毛 | 父の父Royal Charger 1942 栗毛                                                                                               | Sun Princess | Solario | Solario          |
| 父 *ロイヤルチャレンヂャー Royal Challenger 1951 栗毛 | 父の父Royal Charger 1942 栗毛                                                                                               | Sun Princess | Mumtaz Begum |                  |
| 父 *ロイヤルチャレンヂャー Royal Challenger 1951 栗毛 | 父の母Skerweather 1936 鹿毛                                                                                                 | Singapore | Gainsborough | Gainsborough     |
| 父 *ロイヤルチャレンヂャー Royal Challenger 1951 栗毛 | 父の母Skerweather 1936 鹿毛                                                                                                 | Singapore | Tetrabbazia |                  |
| 父 *ロイヤルチャレンヂャー Royal Challenger 1951 栗毛 | 父の母Skerweather 1936 鹿毛                                                                                                 | Nash Light | Galloper Light | Galloper Light   |
| 父 *ロイヤルチャレンヂャー Royal Challenger 1951 栗毛 | 父の母Skerweather 1936 鹿毛                                                                                                 | Nash Light | Polite |                  |
| 母 スイートイン 1958 鹿毛                             | 母の父*ライジングライト Rising Light 1942 鹿毛                                                                              | Hyperion | Gainsborough | Gainsborough     |
| 母 スイートイン 1958 鹿毛                             | 母の父*ライジングライト Rising Light 1942 鹿毛                                                                              | Hyperion | Selene |                  |
| 母 スイートイン 1958 鹿毛                             | 母の父*ライジングライト Rising Light 1942 鹿毛                                                                              | Bread Card | Manna | Manna            |
| 母 スイートイン 1958 鹿毛                             | 母の父*ライジングライト Rising Light 1942 鹿毛                                                                              | Bread Card | Book Debt |                  |
| 母 スイートイン 1958 鹿毛                             | 母の母*フィーナー Feenagh 1949 黒鹿毛                                                                                       | Orthodox | Hyperion | Hyperion         |
| 母 スイートイン 1958 鹿毛                             | 母の母*フィーナー Feenagh 1949 黒鹿毛                                                                                       | Orthodox | Queen Christina |                  |
| 母 スイートイン 1958 鹿毛                             | 母の母*フィーナー Feenagh 1949 黒鹿毛                                                                                       | Sempronia | Colombo | Colombo          |
| 母 スイートイン 1958 鹿毛                             | 母の母*フィーナー Feenagh 1949 黒鹿毛                                                                                       | Sempronia | Glenabatrick |                  |
| 母系(F-No.)                                           | (FN:16-h) | (FN:16-h) | (FN:16-h) | [ § 2 ]          |
| 5代内の近親交配                                       | Gainsborough4・5×4・5=18.75%、Phalaris5×5=6.25%、Hyperion3×4=18.75% (母内) 、Manna4×5=9.38% (母内) 、Buchan5×5=6.25% (母内) | Gainsborough4・5×4・5=18.75%、Phalaris5×5=6.25%、Hyperion3×4=18.75% (母内) 、Manna4×5=9.38% (母内) 、Buchan5×5=6.25% (母内) | Gainsborough4・5×4・5=18.75%、Phalaris5×5=6.25%、Hyperion3×4=18.75% (母内) 、Manna4×5=9.38% (母内) 、Buchan5×5=6.25% (母内) | [ § 3 ]          |
| 出典                                                  | 1. 2. 3. | 1. 2. 3. | 1. 2. 3. | 1. 2. 3.         |